# Théodore-Joseph Canneel

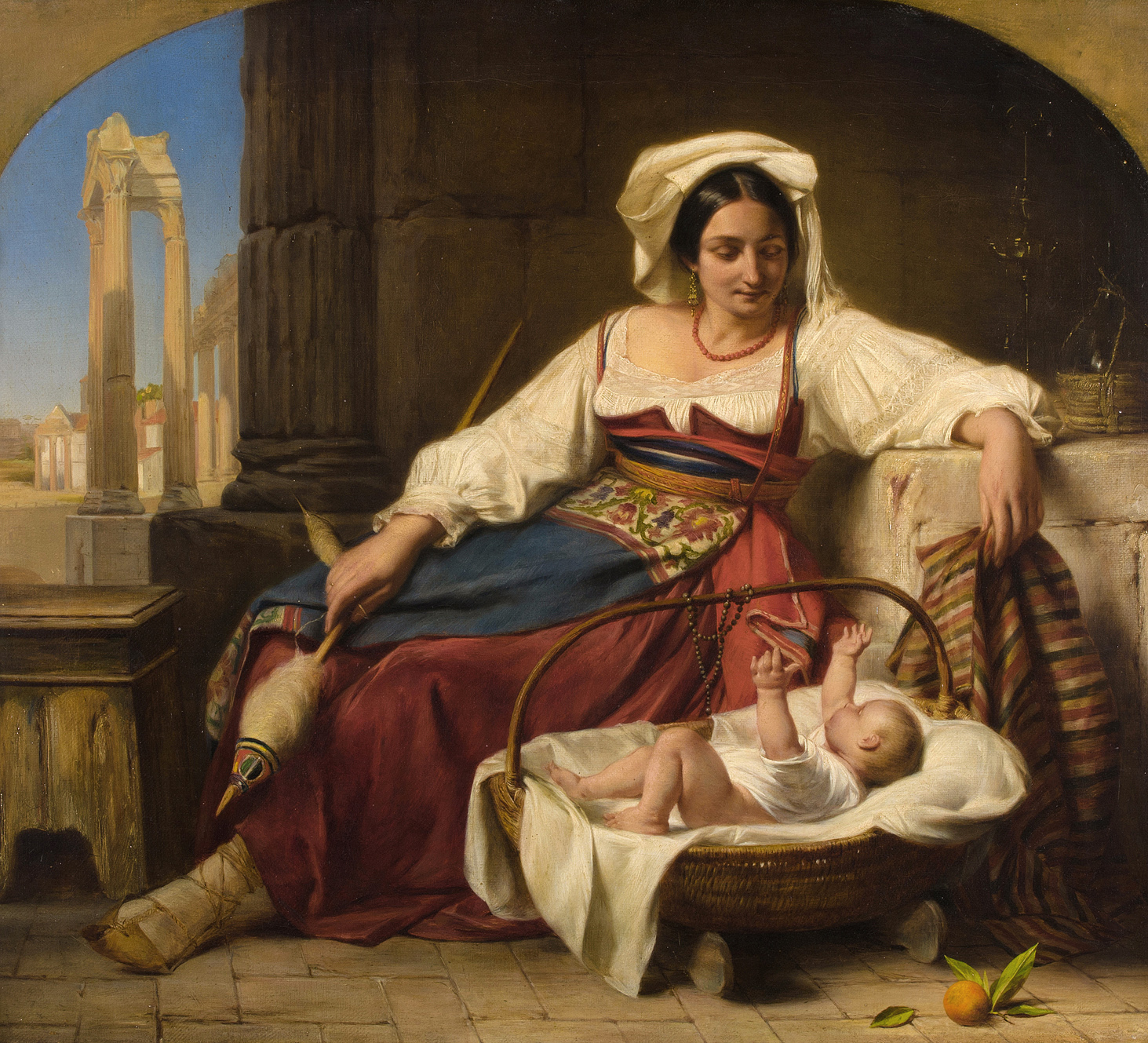
Italienische Spinnerin
ihr Kind betrachtend

Théodore-Joseph Canneel (* 8. November 1817 in Gent; † 16. Mai 1892 ebenda) war ein belgischer Porträt- und Genremaler sowie Lithograf und Kunstpädagoge.
Theodore Canneel lernte ab 1830 das Handwerk des Lithographen in der Druckerei, in der sein Vater arbeitete. Anschließend wurde er Schüler des Malers Pieter van Hanselaere (1786–1862). Von 1838 bis 1841 verband er seinen Beruf mit einer Ausbildung an der Koninklijke Acaďemie voor Schone Kunsten van Gent. Er unterrichtete dort ab 1843. Von 1848 bis 1850 unternahm er eine Studienreise nach Frankreich und Italien. Nach seiner Rückkehr im Jahr 1850 wurde er zum Direktor der Akademie von Gent ernannt. 1869 wurde er Inspektor an den belgischen Zeichenschulen und Akademien. Er wurde außerdem korrespondierendes Mitglied der Königlichen Akademie der Wissenschaften und Schönen Künste von Belgien, der Koninklijke Academie voor Schone Kunsten van Antwerpen und Ehrenmitglied der Philadelphia Academy. Für die erbrachten Leistungen wurde er zum Offizier des belgischen Leopoldsordens ernannt.